# سوختن (فیلم ۲۰۱۹)
سوختن یا بسوز (به انگلیسی: Burn) فیلمی محصول سال ۲۰۱۹ و به کارگردانی مایک گان است. در این فیلم بازیگرانی همچون تیلدا کوبهام-هروی، جاش هاچرسون، سوکی واترهاوس، هری شام جونیور و شایلو فرناندز ایفای نقش کرده‌اند.